# Sárgafejű bülbül
A sárgafejű bülbül (Pycnonotus zeylanicus) a madarak osztályának verébalakúak (Passeriformes) rendjébe, a bülbülfélék (Pycnonotidae) családjába tartozó faj.

## Rendszerezése
A fajt Johann Friedrich Gmelin német természettudós írta le 1789-ben, még a seregélyfélék (Sturnidae) családjába tartozó  Sturnus nembe Sturnus zeylanicus néven.

## Előfordulása
Délkelet-Ázsiában, Brunei, Indonézia, Malajzia, Mianmar és Szingapúr területén honos. 
A természetes élőhelye a szubtrópusi vagy trópusi síkvidéki esőerdők, mangroveerdők és cserjések, folyók és patakok környékén, valamint szántóföldeken és ültetvényeken. Állandó, nem vonuló faj.

## Megjelenése
Testhossza 28–29 centiméter, testtömege 80–93 gramm. Feje sárga, felállítható bóbitával. Fekete bajuszt visel.

## Életmódja
Bogyókkal, gyümölcsökkel és magvakkal, valamint ízeltlábúakkal, puhatestűkkel és esetenként kisebb gerinctelenekkel táplálkozik.

## Szaporodása
Fészkét bokorra, vagy fára építi, gyökérből, levelekből és fűből.

## Természetvédelmi helyzete
Az elterjedési területe elég nagy, viszont nagyon gyorsan csökken, egyedszáma 1700 alatti és szintén csökkenő. A Természetvédelmi Világszövetség Vörös listáján súlyosan veszélyeztetett fajként szerepel.
Összehangolt tenyésztéssel próbálják meg megmenteni a fajt a teljes kipusztulástól. Európában az Európai Állatkertek és Akváriumok Szövetsége felügyelete alá tartozó Európai Veszélyeztetett Fajok Programja (EEP) keretében tenyésztik a faj egyedeit.